# Harbin Y-12
Harbin Y-12 (tiếng Trung: 运-12; bính âm: Yùn-12) là một loại máy bay tiện ích hai động cơ cánh cao do Tập đoàn Công nghiệp Máy bay Cáp Nhĩ Tân (Harbin Aircraft Industry Group - HAIG) phát triển và chế tạo.

## Thiết kế và phát triển
Y-12 được phát triển dựa trên khung thân máy bay Harbin Y-11, nên nó được gọi là Y-11T vào năm 1980. Y-12 có nhiều cải tiến như thiết kế lại cánh với phần lực cản thấp, thân máy bay lớn hơn và sử dụng quy trình nhiệt hoặc áp suất để liên kết các bộ phận hoặc cấu trúc thay vì phải sử dụng nhiều đinh tán. Mẫu máy bay này cũng thay thế động cơ pít tông hướng kính của Y-11 bằng động cơ tuốc bin cánh quạt.
Sau khi ra mắt nguyên mẫu, khoảng 30 chiếc Y-12 (I) được sản xuất. Y-12 (I) tiếp tục được sửa đổi vài bộ phận, và phiên bản sửa đổi này có tên là Y-12 (II). Nó có động cơ mạnh hơn và loại bỏ các thanh gờ hỗ trợ điều khiển khí động lực học gắn trên mép trước cánh. Chuyến bay đầu tiên diễn ra ngày 16 tháng 8 năm 1984, sau đó nhận được chứng nhận của Trung Quốc vào tháng 12 năm 1985. Y-12 trang bị 2 động cơ Pratt & Whitney Canada PT6A-27 với cánh quạt Hartzell. Trọng lượng cất cánh tối đa là 5.700 kg (12.600 lb), số chỗ ngồi đủ cho 17 hành khách cùng hai phi công. Mẫu máy bay này thường được sử dụng để chở khách của các hãng hàng không khu vực và vận tải hạng nhẹ.
Phiên bản mới nhất là Y-12F, nó gần như là một thiết kế mới với nhiều cải tiến: cánh mới, thiết bị hạ cánh, thân máy bay, động cơ mạnh hơn, tăng thêm tải trọng và tầm bay. Phiên bản này thực hiện chuyến bay đầu tiên ngày 29 tháng 12 năm 2010, nhận chứng nhận của Cục Hàng không Dân dụng Trung Quốc (CAAC) vào ngày 10 tháng 12 năm 2015, chứng nhận của Cục Hàng không Liên bang (FAA) vào ngày 22 tháng 2 năm 2016, và chứng nhận của Cơ quan An toàn Hàng không Liên minh Châu Âu (EASA) vào ngày 13 tháng 7 năm 2023. Năm 2015, Kenmore Air thông báo bắt đầu phát triển phao nổi cho Y-12 để được FAA trao chứng nhận. Công ty TNHH Công nghiệp Máy bay Cáp Nhĩ Tân AVIC (AVIC Harbin Aircraft Industry Company Ltd - AVIC HAFEI) cho biết Y-12 đã hoàn thành các chuyến bay thử nghiệm đánh giá của FAA đối với hệ thống điều khiển chuyến bay tự động vào ngày 30 tháng 6 năm 2018, với hiệu suất bay đáp ứng tất cả các yêu cầu.

## Biến thể

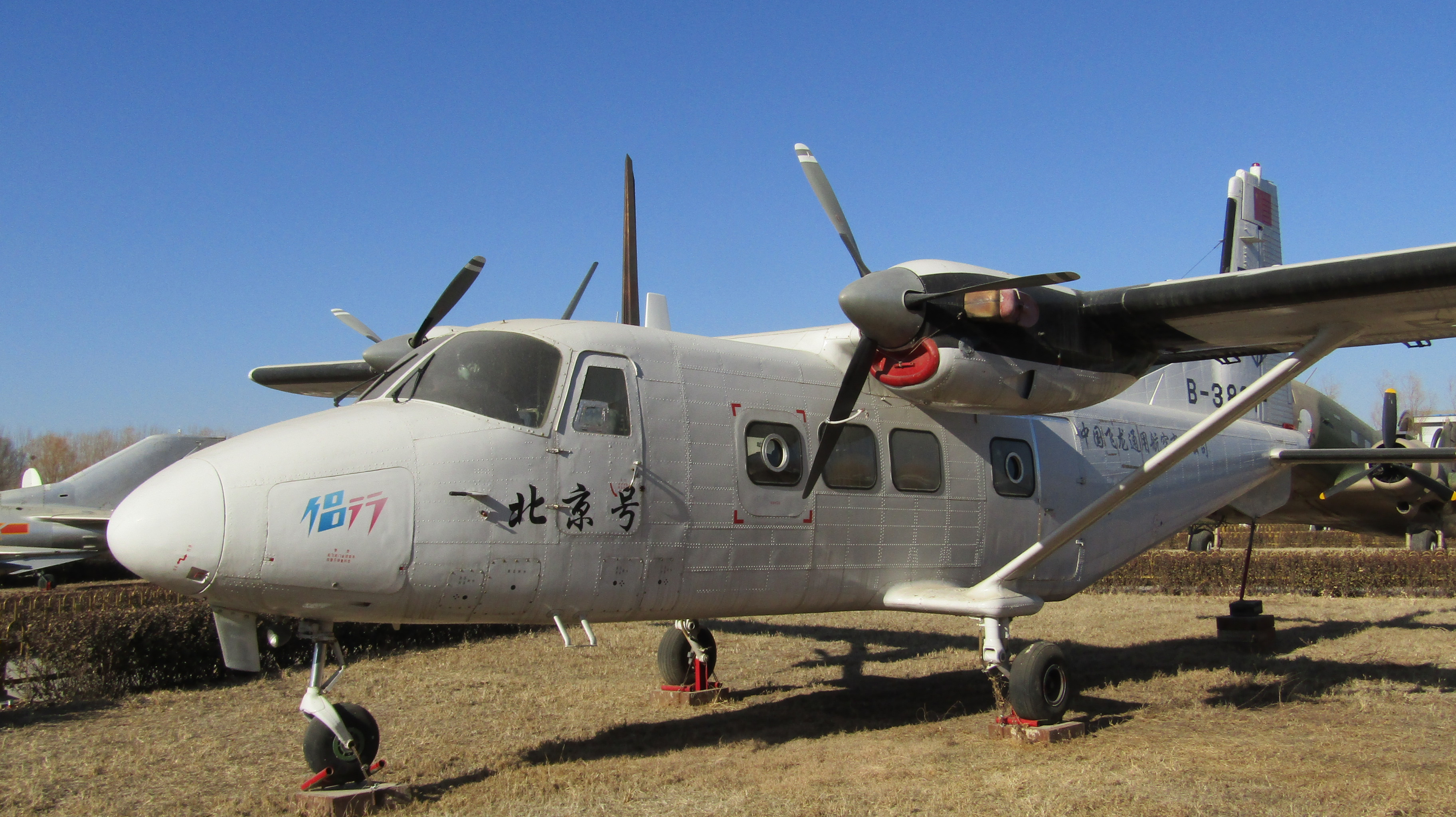
Harbin Y-12 (II) tại Bảo tàng Hàng không Trung Quốc ở Bắc Kinh

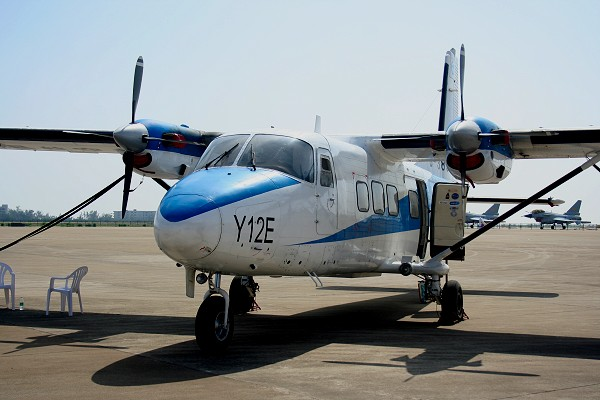
Harbin Y-12E

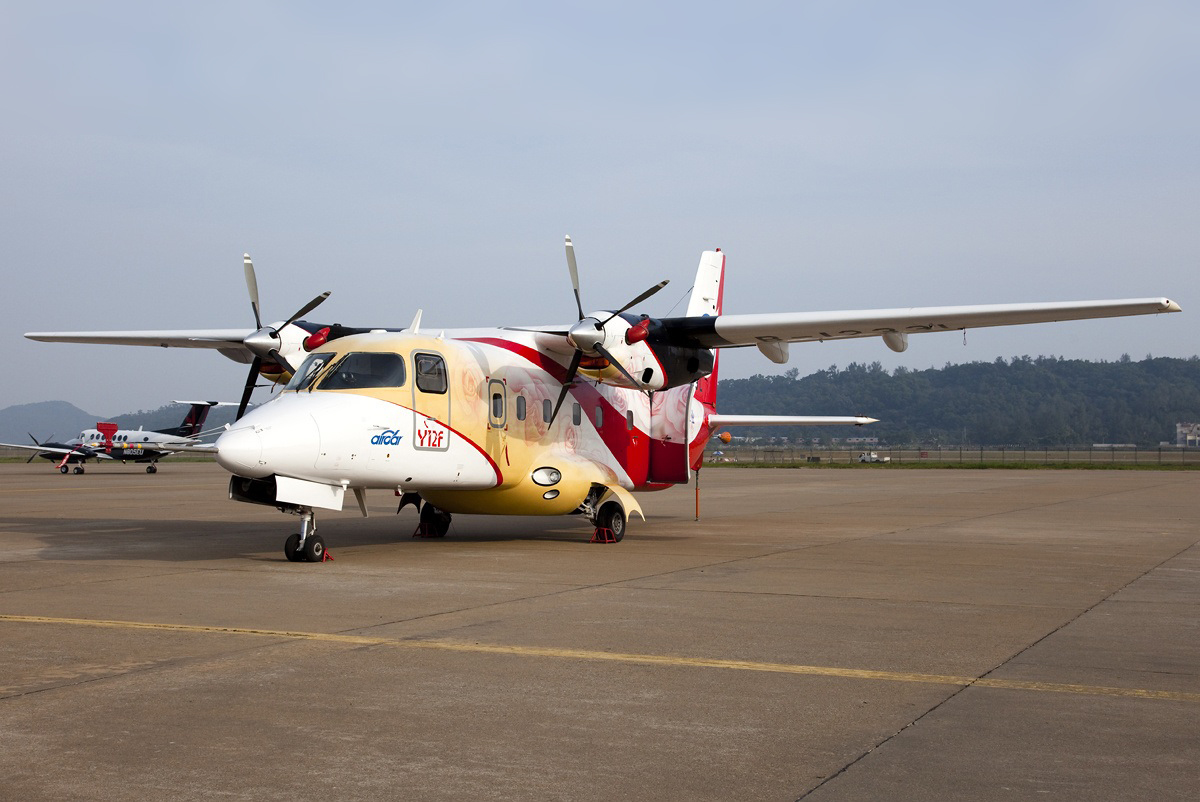
Harbin Y-12F

- Y-12 (I): Phiên bản đầu tiên, là máy bay vận tải đa dụng STOL, trang bị hai động cơ tuốc bin cánh quạt Pratt & Whitney Canada PT6A-11 sức mạnh 500 mã lực (373 kW).
- Y-12 (II): Trang bị động cơ PT6A-27 mạnh hơn.
- Y-12 (III): Phiên bản dự kiến trang bị động cơ phản lực cánh quạt WJ-9. Về sau được phát triển thành Y-12C nhờ thành công của phiên bản (IV) khi quá trình phát triển WJ-9 hoàn tất.
- Y-12 (IV): Phiên bản cải tiến. Sửa đổi đầu cánh (sải cánh tăng lên 19,2 m (63 ft)) và tăng trọng lượng cất cánh. 19 ghế hành khách. Phiên bản này là máy bay đầu tiên trong sê-ri được FAA trao chứng nhận vào năm 1995.[7]
- Y-12C: Về cơ bản là phiên bản (IV) trang bị động cơ WJ-9, được Không quân Trung Quốc sử dụng để khảo sát trên không.
- Y-12D: Phiên bản quân sự sử dụng trong nước với động cơ nâng cấp dẫn động cánh quạt bốn cánh, được Lực lượng đổ bộ đường không của Quân đội Trung Quốc triển khai để huấn luyện nhảy dù.
- Y-12E: Biến thể có 18 ghế hành khách. Trang bị động cơ PT6A-135A có cùng sức mạnh mã lực nhưng tăng mô-men xoắn dẫn động cánh quạt bốn cánh. Phiên bản này đã được FAA trao chứng nhận vào năm 2006.[8]
- Y-12F: Phiên bản mới nhất với hầu hết mọi thứ được thiết kế lại: thân máy bay rộng hơn, cánh mới, thiết bị hạ cánh có thể thu vào trong, động cơ PT6A-65B mạnh mẽ hơn.[9] Y-12F có vận tốc hành trình cao hơn, tầm bay xa hơn và có thể chở 19 hành khách hoặc 3 thùng chứa hàng LD3.[10] Việc thiết kế bắt đầu vào tháng 4 năm 2005, chuyến bay đầu tiên diễn ra ngày 29 tháng 12 năm 2010.[11] Phiên bản này được chứng nhận CAAC ngày 10 tháng 12 năm 2015 và chứng nhận FAA ngày 22 tháng 2 năm 2016,[3] chứng nhận EASA ngày 13 tháng 7 năm 2023.[4] Y-12F vượt qua các cuộc bay thử nghiệm đối với hệ thống điều khiển chuyến bay tự động của FAA vào ngày 30 tháng 6 năm 2018.[6] Nó đã được trưng bày trong Triển lãm Hàng không Chu Hải 2012.
- Y-12G: Phiên bản đề xuất của Y-12F dành cho mục đích chở hàng.
- Turbo Panda: Tên xuất khẩu của phiên bản (II), được tiếp thị bởi các công ty Anh và Nhật Bản. Không có đơn đặt hàng nào cho phiên bản này.
- Twin Panda: Tên xuất khẩu của phiên bản gốc (II). Sau đó, một chiếc Y-12 (IV) sửa đổi trang bị 2 động cơ Pratt & Whitney Canada PT6A-34, nâng cấp gầm, hệ thống điện tử và nội thất. Phiên bản này được cho là có 35 đơn đặt hàng vào năm 2000 nhưng việc sản xuất không được tiến hành.

## Quốc gia sử dụng

### Quân sự
Afghanistan
- Không quân Afghanistan[12]

 Campuchia
- Không quân Hoàng gia Campuchia[13]

 Trung Quốc
- Không quân Trung Quốc

 Djibouti

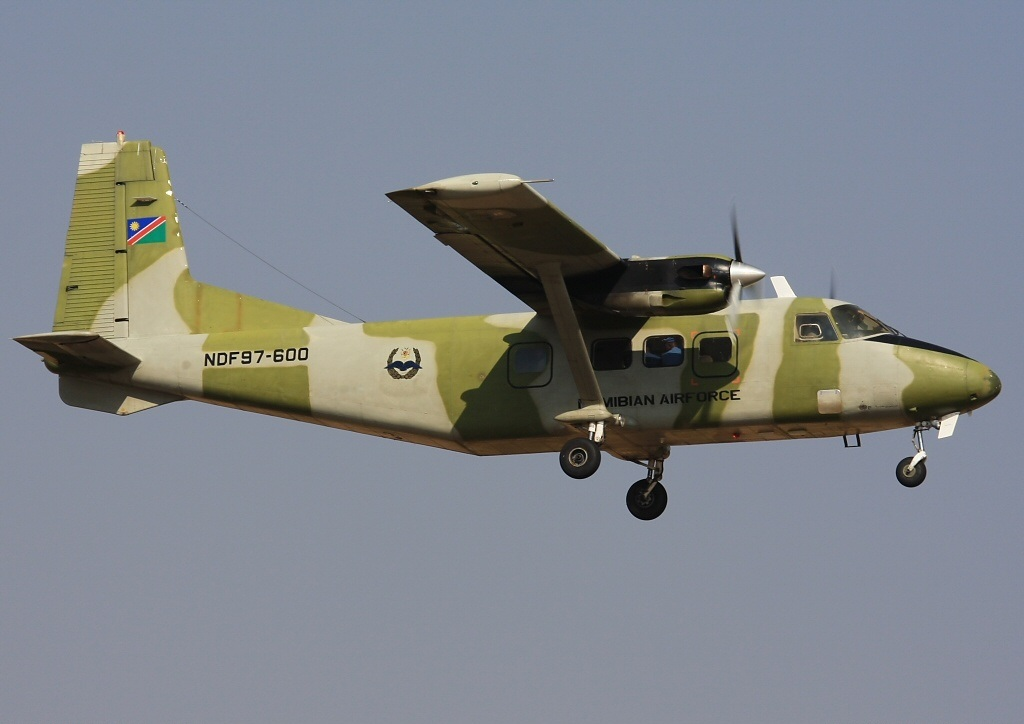
Harbin Y-12 của Không quân Namibia

- Không quân Djibouti: 2 chiếc (tính đến tháng 12 năm 2016)[14]

 Eritrea
- Không quân Eritrea[15]

 Ghana
- Không quân Ghana[16]

 Guyana
- Không quân Guyana[16]

 Iran

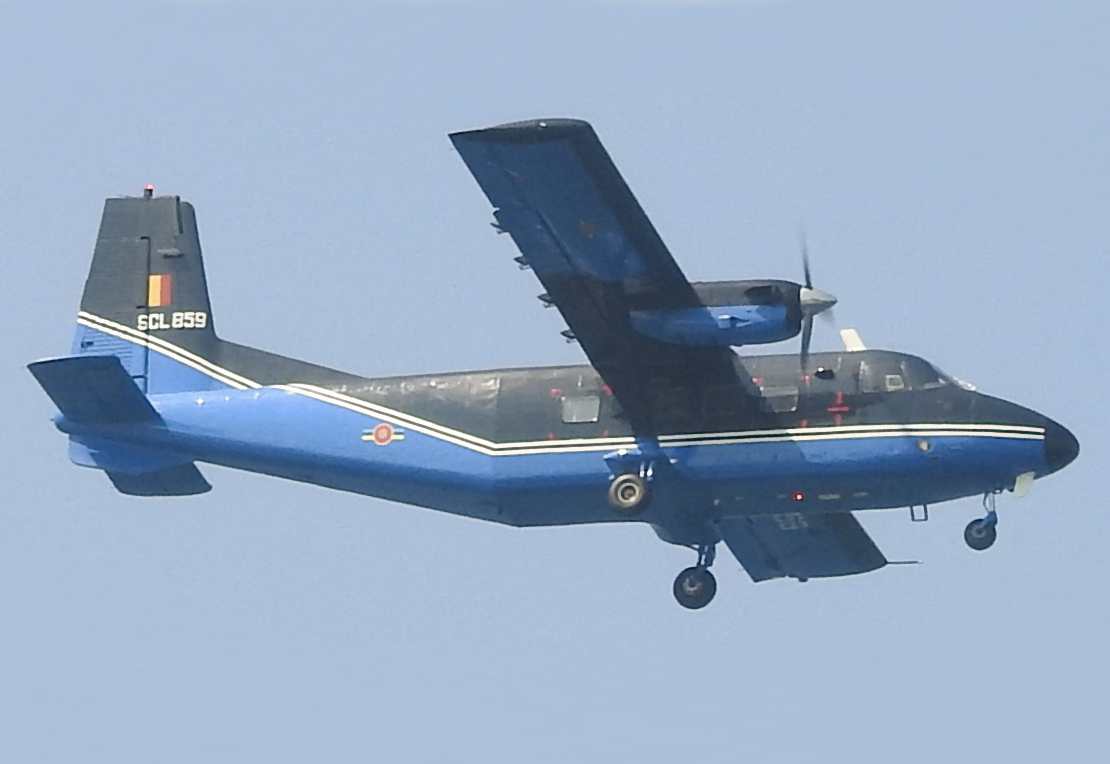
Harbin Y-12 (II) của Không quân Sri Lanka

- Lực lượng Hàng không Vũ trụ của Vệ binh Cách mạng Hồi giáo Iran[17]

 Kenya
- Không quân Kenya:[18] Được thay thế bằng C-145 Skytruck.[19]

 Mali
- Không quân Mali: 2 chiếc[20]

 Mauritanie
- Không quân Hồi giáo Mauritanie[21]

 Myanmar
- Không quân Myanmar: 2 chiếc (tính đến tháng 12 năm 2016)[22]

 Namibia
- Không quân Namibia[22]

 Pakistan
- Không quân Pakistan[23]
- Lục quân Pakistan[24]

 Perú
- Cảnh sát Quốc gia Peru[25]
- Không quân Peru[26]

 Sri Lanka
- Không quân Sri Lanka[27]

 Tanzania
- Không quân Tanzania[28]

 Zambia
- Không quân Zambia[29]

### Chính phủ
Costa Rica
- Dịch vụ Cảnh giác Trên không (2 chiếc)

 Trung Quốc
- Hải giám Trung Quốc (3 chiếc)

 Cộng hoà Congo
- Bộ Giao thông vận tải (2 chiếc)

 Liên bang Micronesia
- Liên bang Micronesia (1 chiếc)

 Seychelles
- Cộng hòa Seychelles (2 chiếc)

### Dân dụng
Trung Quốc
- China Flying Dragon Aviation

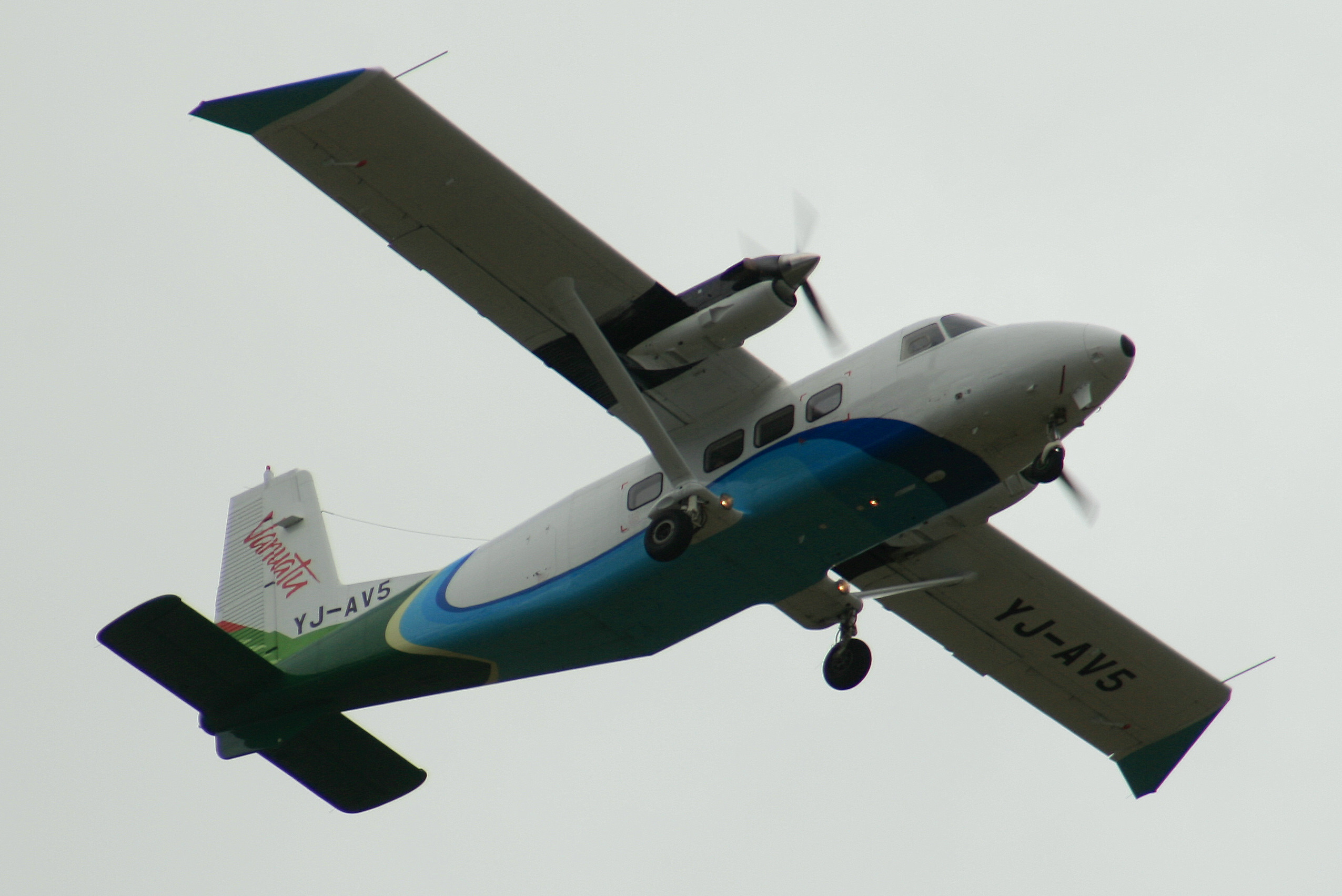
Một chiếc Harbin Y-12 của Air Vanuatu với các đầu cánh được chỉnh sửa lại

- China Heilongjiang Longken General Aviation
- Donghua General Aviation
- Jiangnan General Aviation
- Ordos General Aviation Co. Ltd.
- Shuangyang General Aviation
- Xinjiang General Aviation[30]
- Ying'an Airlines[30]
- Zhong Fei General Aviation Company

 Colombia
- SATENA (2 chiếc, 1 chiếc đã đặt hàng)[30]

 Cộng hoà Congo
- Trans Air Congo (10 đơn đặt hàng)

  Cộng hòa Dân chủ Congo
- Lignes Aériennes Congolaises
- Congo Airways: 2 chiếc đã đặt hàng (tính đến tháng 7 năm 2016)[30]

 Liên bang Micronesia
- Caroline Islands Air

 Fiji
- Air Fiji[31]

 Indonesia
- Sabang Merauke Raya Air Charter (SMAC)
- Dirgantara Air Service (DAS)

 Iran
- Pouya Air

 Kiribati
- Air Kiribati

 Malaysia
- Berjaya Air

 Mông Cổ
- MIAT Mongolian Airlines: Sau khi 2 máy bay gặp sự cố, 3 chiếc còn lại đã được trả lại cho nhà sản xuất.

   Nepal
- Blue Airways (3 chiếc đã đặt hàng)
- Flight Care Aviation
- Nepal Airlines: 4 chiếc được giao hàng vào năm 2012.[32] Cả 4 đều ngừng hoạt động vào năm 2020 do hiệu suất hoạt động dưới tiêu chuẩn và chi phí vận hành cao.[33]
- Nepal Airways

 Pakistan
- Air Eagle[34]

 Sri Lanka
- Helitours[35]

 Tonga
- Lulutai Airlines (1 chiếc)[36]

 Uganda
- Uganda Air Cargo (2 chiếc)

## Tai nạn và sự cố
- Ngày 13 tháng 12 năm 1993, một chiếc Y-12 (II) của Lao Aviation (nay là Lao Airlines) có số đăng ký RDPL-34117, đã đâm vào cây trong điều kiện thời tiết sương mù và rơi xuống Phonsavan, Lào, khiến tất cả 18 người trên máy bay thiệt mạng.[37]
- Ngày 4 tháng 4 năm 1995, một chiếc Y-12 (II) của TANS Perú có số đăng ký 333/OB-1498, bị rơi ngay sau khi cất cánh từ Sân bay Quốc tế Iquitos, Peru, khiến cả 3 người trên máy bay thiệt mạng.
- Ngày 21 tháng 6 năm 1996, một chiếc Y-12 (II) của China Flying Dragon Aviation có số đăng ký B-3822, đã đâm vào một ngọn núi cao 100 m (330 ft) gần Sân bay Trường Hải sau khi kíp lái bắt đầu tiếp cận hạ cánh quá sớm và đi chệch hướng dự định, khiến 2 trong số 12 người trên máy bay thiệt mạng.[38]
- Ngày 20 tháng 1 năm 1997, một chiếc Y-12 (II) của Không quân Sri Lanka có số hiệu CR851, bị rơi gần Căn cứ Không quân Palali khi đang thực hiện nhiệm vụ giám sát, cả 4 người trên máy bay thiệt mạng.[39]
- Ngày 10 tháng 6 năm 1997, một chiếc Y-12 (II) của MIAT Mongolian Airlines có số đăng ký JU-1020, bị rơi tại Sân bay Mandalgovi do gió đứt, khiến 7 trong số 12 người trên máy bay thiệt mạng.[40]
- Ngày 26 tháng 5 năm 1998, một chiếc Y-12 (II) của MIAT Mongolian Airlines có số đăng ký JU-1017, đã đâm vào một ngọn núi cao 3.300 m (10.800 ft) gần Galt, Mông Cổ, khi đang trên đường bay đến Tosontsengel, nguyên nhân do hệ thống làm tan băng ở cánh bị lỗi nên băng đóng dày và dẫn đến vượt quá tải trọng, vụ việc làm tất cả 28 người trên máy bay thiệt mạng; đây là vụ tai nạn tồi tệ nhất từng xảy ra liên quan đến Y-12.
- Ngày 19 tháng 10 năm 2000, chuyến bay 703 của Lao Aviation bị rơi ở vùng núi trong điều kiện thời tiết xấu khi đang tiếp cận Sân bay Nathong ở Xam Neua, khiến 8 trong số 15 hành khách thiệt mạng; cả 2 phi công đều sống sót.[41]
- Ngày 18 tháng 5 năm 2005, một chiếc Y-12 (II) mang số hiệu AF-216 của Không quân Zambia, bị rơi ngay sau khi cất cánh từ Sân bay Mongu làm thiệt mạng tất cả 13 người trên máy bay.[42]
- Ngày 10 tháng 4 năm 2006, một chiếc Y-12 (II) số hiệu 132 của Không quân Kenya (KAF), đã đâm vào sườn núi Marsabit, làm thiệt mạng 14 trong số 17 người trên máy bay.[43]
- Ngày 15 tháng 6 năm 2008, một chiếc Y-12 (II) của China Flying Dragon Aviation có số đăng ký B-3841, đã va chạm với ngọn đồi nhỏ trong chuyến bay khảo sát một mỏ nhôm mới, khiến 3 trong số 4 người trên máy bay thiệt mạng.[44]
- Ngày 12 tháng 7 năm 2012, một chiếc Y-12 (II) của Không quân Quốc gia Mauritanie bị rơi khi đang vận chuyển vàng, khiến cả 7 người trên máy bay thiệt mạng.[45]
- Ngày 12 tháng 5 năm 2014, một chiếc Y-12 (II) của Không quân Kenya bị rơi ở El Wak, Kenya khi đang  trên hành trình từ Mandera đến Nairobi với các điểm dừng tại El Wak và Garissa. Thông tin sơ bộ cho thấy 1 phi công thiệt mạng và 11 người còn lại bị thương.[46]
- Ngày 26 tháng 8 năm 2018, một chiếc Y-12E của Không quân Colombia bị hư hại khi đang bay do gặp phải nhiễu loạn không khí nghiêm trọng. Phi công đã cho hạ cánh khẩn cấp xuống Florencia, sau đó máy bay không được sửa chữa và bị tháo dỡ tại chỗ.[47]
- Ngày 3 tháng 1 năm 2020, một chiếc Y-12 (II) của Không quân Sri Lanka rơi xuống Haputale, Sri Lanka, khi nó đang bay quan sát trên không, làm cả 4 người trên máy bay thiệt mạng.[48]
- Ngày 4 tháng 8 năm 2020, một chiếc Y-12 (II) của Không quân Kenya làm nhiệm vụ tiếp tế cho Phái bộ Liên minh châu Phi tại Somalia (AMISOM) bị rơi sau khi cất cánh từ Sân bay Dhobley ở Somalia. May mắn là tất cả 10 người đều sống sót. Máy bay bị hư hỏng nghiêm trọng.[49]

## Thông số kỹ thuật (Y-12 (II))
Dữ liệu lấy từ Brassey's World Aircraft & Systems Directory 1999/2000, Jane's all the World's Aircraft 2000–2001

### Đặc điểm tổng quát
- Kíp lái: 2 người
- Sức chứa: Tối đa 17 người / tải trọng tối đa 1.700 kg (3.748 lb)
- Chiều dài: 14,86 m (48 ft 9 in)
- Sải cánh: 17,235 m (56 ft 7 in)
- Chiều cao: 5,575 m (18 ft 3 in)
- Diện tích cánh: 34,27 m2 (368,9 ft2)
- Kết cấu dạng cánh: LS(1)-0417
- Trọng lượng không tải: 2.840 kg (6.261 lb)
- Trọng lượng cất cánh tối đa: 5.300 kg (11.684 lb)
- Sức chứa nhiên liệu: 1.616 lít / 1.230 kg (2.712 lb)
- Động cơ: 2 × Động cơ tuốc bin cánh quạt Pratt & Whitney Canada PT6A-27, mỗi động cơ có công suất 462 kW (620 mã lực)
- Cánh quạt: Cánh quạt 3 cánh Hartzell HC-B3TN-3B/T10173B-3 có thể quay ngược chiều hoàn toàn với tốc độ không đổi; đường kính 2,49 m (8 ft 2 in) (cánh quạt 4 và 5 cánh được sử dụng trên một số kiểu mẫu)

### Hiệu suất bay
- Vận tốc tối đa: 328 km/h (204 dặm/giờ, 177 hải lý/giờ) ở độ cao 3.000 m (9.843 ft)
- Vận tốc bay hành trình:
  - 292 km/h (181 dặm/giờ, 158 hải lý/giờ) (tối đa) ở độ cao 3.000 m (9.843 ft)
  - 250 km/h (160 dặm/giờ; 130 hải lý/giờ) (tiết kiệm) ở độ cao 3.000 m (9.843 ft)
- Tầm bay: 1.340 km (830 dặm, 720 hải lý) khi bay hành trình tiết kiệm
- Trần bay:
  - 7.000 m (23.000 ft) khi bay bằng 2 động cơ
  - 3.000 m (9.843 ft) khi bay bằng 1 động cơ
- Thời gian bay liên tục: 5 tiếng 12 phút khi bay hành trình tiết kiệm
- Vận tốc tăng độ cao:
  - 8,1 m/giây (1.590 ft/phút) khi bay bằng 2 động cơ
  - 1,4 m/giây (4,6 ft/giây) khi bay bằng 1 động cơ
- Trọng lượng chịu tải trên cánh: 145,9 kg/m2 (29,9 lb/ft2)
- Lực đẩy/Trọng lượng: 0,106 kW/kg (0,064 mã lực/lb)
- Chiều dài quãng đường chạy cất cánh: 370 m (1.214 ft)
- Chiều dài quãng đường chạy hạ cánh: 340 m (1.115 ft)